# Teucrium afrum
Teucrium afrum là một loài thực vật có hoa trong họ Hoa môi. Loài này được (Emb. & Maire) Pau & Font Quer miêu tả khoa học đầu tiên năm 1928.